# Changle (köping i Kina, Shandong)
Changle (kinesiska: 长乐, 长乐镇) är en köping i Kina. Den ligger i provinsen Shandong, i den östra delen av landet, omkring 260 kilometer öster om provinshuvudstaden Jinan. Antalet invånare är 29191. Befolkningen består av 14 410 kvinnor och 14 781 män. Barn under 15 år utgör 14,0 %, vuxna 15-64 år 72 %, och äldre över 65 år 13,0 %.
Genomsnittlig årsnederbörd är 706 millimeter. Den regnigaste månaden är juli, med i genomsnitt 240 mm nederbörd, och den torraste är januari, med 11 mm nederbörd.